# Блок 42
 Блок 42 је један од блокова који се налази на Новом Београду.

## Опште информације
Граничи се са насељем Белвил, блоковима 66, 24, а оивичен је улицама Јурија Гагарина, Марка Христића, Антифашистичке борбе, Ђорђа Станојевића, Милутина Миланковића и Булеваром хероја са Кошара.
У оквиру самог блока налази се Београдска аутобуска станица и железничка станица Нови Београд.